# جيم هوليداي
جيم هوليداي (بالإنجليزية: Jim Holliday)‏ هو صحفي ومؤرخ وناقد سينمائي ومخرج أمريكي، ولد في 1948، وتوفي في 15 ديسمبر 2004.

## وصلات خارجية
- جيم هوليداي على موقع IMDb (الإنجليزية)
- جيم هوليداي على موقع قاعدة بيانات الفيلم (الإنجليزية)